# Lindholmens Varv

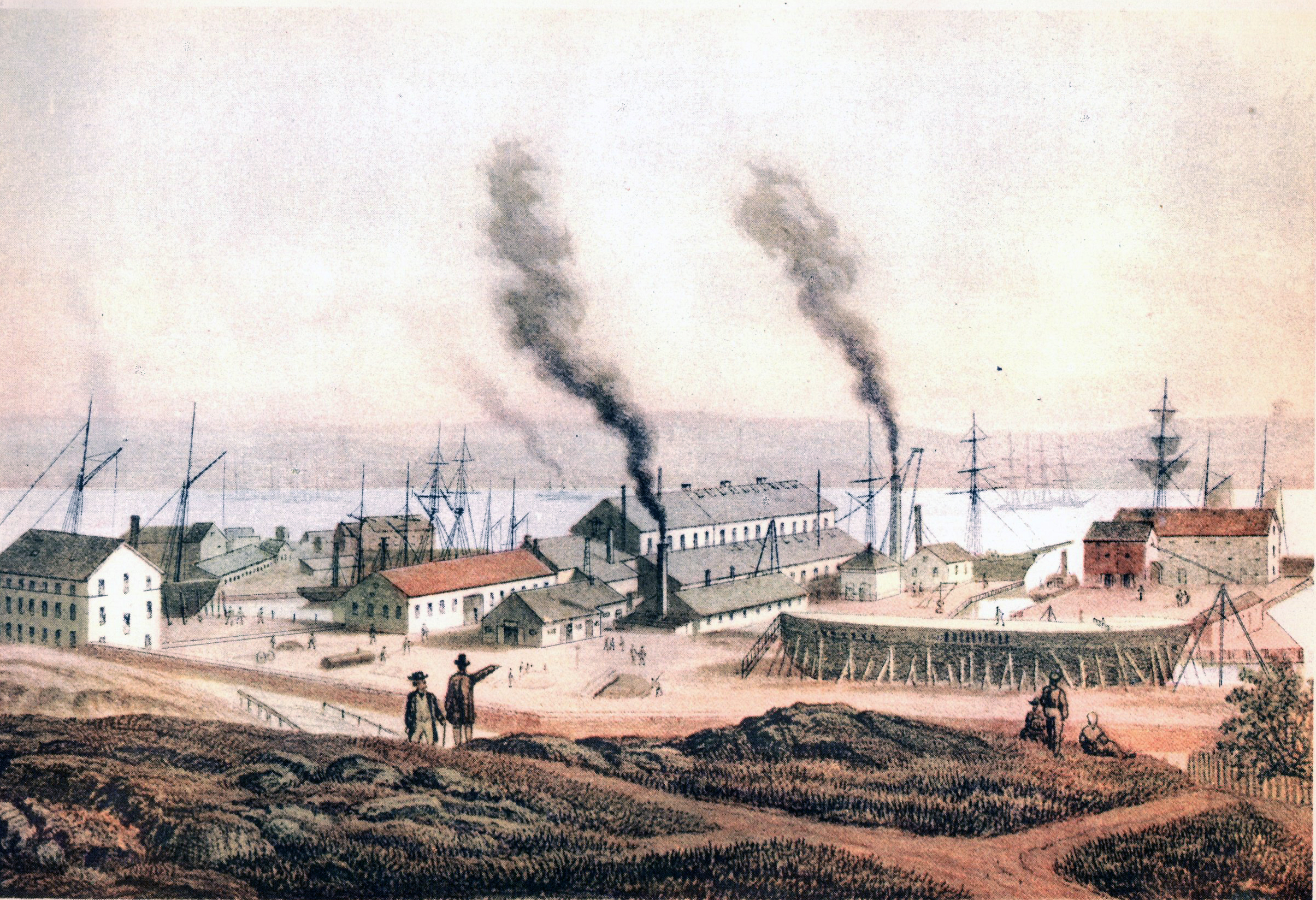
Die Werft um 1875

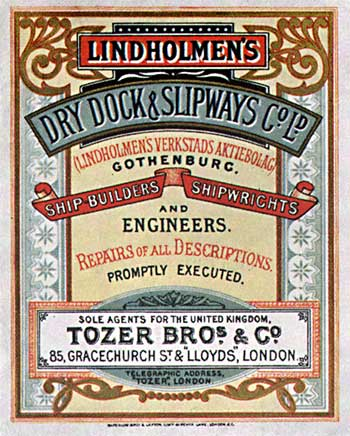
Annonce der Werft um 1900

Das schwedische Maschinen- und Schiffbauunternehmen Lindholmens Varv AB bestand von 1845 bis 1976 in Göteborg.

## Geschichte

### Lindholmens Verkstads Aktiebolaget
Das Unternehmen wurde 1845 von Theodor Wilhelm Tranchell als Reparatur- und Holzschiffswerft Lindholmens Verkstads Aktiebolaget gegründet. Nachdem man 1848 mit der Brigg Aurora das erste Schiff zu Wasser gebracht hatte, begann die Werft um 1850 mit der Ausrichtung auf den Eisenschiffbau. Im Jahr 1855 wurde der erste eiserne Dampfer, die Gustav II Adolf, abgeliefert. Im selben Jahr weihte die Werft die erste Göteborger Slipanlage ein. Nach wirtschaftlichen Schwierigkeiten wurde 1858 die Werft Motala Verkstad zum Miteigentümer des Unternehmens. 1875 nahm Lindholmen unter Beteiligung der schwedischen Marine das erste Trockendock in Göteborg in Betrieb und in den späten 1880er bis Anfang 1890er Jahren baute man die beiden Panzerschiffe Svea und Göta. 1906 wurde Lindholmen komplett von Motala übernommen und 1910 wurde das Eisenbahnfährschiff Konung Gustav V gebaut. 1915 übernahm ein Konsortium aus Göteborg die Werft.

### Aktiebolaget Lindholmen–Motala
In den 1920er Jahren wurden Motala Verkstads Nya Aktiebolaget und Lindholmens Verkstads Aktiebolaget zur Aktiebolaget Lindholmen–Motala zusammengeschlossen und 1936 das Unternehmen in Lindholmens Varv AB umbenannt. Während des Zweiten Weltkriegs übernahm Axel Johnson (Axel Johnson-Gruppe) Lindholmen als alleiniger Eigentümer. Lindholmen hatte eine gute Reputation für seinen Dampfmaschinenbau und baute bis in die Zeit nach dem Zweiten Weltkrieg vornehmlich Dampfschiffe. In der Nachkriegszeit wurde Lindholmen Lizenznehmer für Götaverken-Zweitakt-Dieselmotoren und Pielstick-Viertakt-Dieselmotoren.

### Lindholmens Motor Aktiebolaget
Bis in die 1960er Jahre florierte die Werft, vor dem Hintergrund der wachsenden Schiffsgrößen geriet sie dann aus Mangel an Erweiterungsmöglichkeiten des Betriebsgeländes in Schwierigkeiten und wurde 1970 von Eriksbergs Mekaniska Verkstad übernommen, die das Unternehmen aufteilten und große Teile der Werftbelegschaft übernahmen. Der verbliebene Schiffsmaschinenbau firmierte als Lindholmens Motor Aktiebolaget und die Werft wurde 1976 geschlossen.
Insgesamt entstanden in 131 Betriebsjahren mehr als 600 Schiffe auf der Werft.